# Joseph Barbera

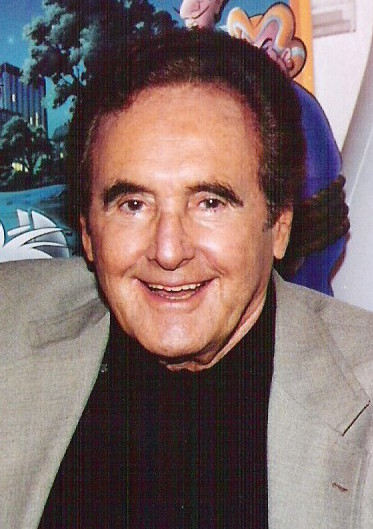
Joseph Barbera (1993)

Joseph Roland Barbera (* 24. März 1911 in New York City; † 18. Dezember 2006 in Los Angeles) war ein US-amerikanischer Zeichentrickfilmer und Produzent. Seine Eltern stammten aus Sizilien.
Barbera verkaufte in den 1920er-Jahren zunächst nebenberuflich Cartoons an verschiedene Zeitschriften. Anschließend arbeitete er als Gag-Schreiber für ein Zeichentrick-Studio. Seine ersten Arbeiten als Animator begann er 1931.
1937 ging er zu MGM. Hier traf er mit William Hanna zusammen. Gemeinsam schufen sie die Abenteuer von Tom und Jerry sowie unter anderem die Familie Feuerstein, Die Jetsons, Scooby Doo, Hucky und seine Freunde, Yogi Bär, Die verrückten Holidays, die Hanna-Barbera New Cartoon Series (bestehend aus Wally Gator, Touché Turtle & Dum Dum, Lippy the Lion & Hardy Har Har) und die Atom Ant/Secret Squirrel Show, eine Zusammenstellung verschiedener Cartoon-Reihen (Atom Ant, Secret Squirrel, Squiddly Diddly, Precious Pupp, The Hillbilly Bears und Winsome Witch). 1955 gründete er mit Hanna die Hanna-Barbera-Studios.
Joseph Barbera starb am 18. Dezember 2006 im Alter von 95 Jahren in Los Angeles, fünf Jahre nach seinem Kollegen William Hanna.

## Schriften
- My Life in ’toons. From Flatbush to Bedrock in Under a Century. Turner Pub, Nashville 1995, ISBN 978-1-57036-042-8.